# Caproni Ca.32
Caproni Ca.32 (Caproni 300 hp/Ca.1; Caproni 350 hp/Ca.2) — тяжёлый бомбардировщик времён Первой мировой войны. Разработан авиаконструктором Джованни Капрони. Первый полёт совершил в октябре 1914.

## Тактико-технические характеристики
Технические характеристики
- Экипаж: 4 чел.
- Длина: 10,90 м
- Размах крыла: 22,20 м
- Высота: 3,70 м
- Площадь крыла: 95,6 м²
- Масса пустого: 2300 кг
- Нормальная взлётная масса: 3312 кг
- Силовая установка: 3 × ПД Isotta-Fraschini V-4B
- Мощность двигателей: 3 × 150 л. с.

Лётные характеристики
- Максимальная скорость: 137 км/ч
- Крейсерская скорость: 118 км/ч
- Практическая дальность: 450 км
- Продолжительность полёта: 3 ч. 30 мин.
- Практический потолок: 4800 м
- Скороподъёмность: 112 м/мин

Вооружение
- Стрелково-пушечное: два-четыре 6,5-мм пулемета FIAT-Revelli M1914
- Бомбы: до 450 кг

## Боевое применение
В середине 1915 года поступил на вооружение итальянской армии и уже 20 августа участвовал в атаке на австрийскую базу. Вкупе с Caproni Ca.2 и Caproni Ca.3 составил 15 эскадрилий.